# Solanum heterodoxum
Solanum heterodoxum är en potatisväxtart som beskrevs av Michel Félix Dunal. Solanum heterodoxum ingår i släktet skattor som ingår i familjen potatisväxter. Arten förekommer tillfälligt i Sverige, men reproducerar sig inte.

## Underarter
Arten delas in i följande underarter:
- S. h. heterodoxum
- S. h. novomexicanum
- S. h. setigeroides

## Bildgalleri

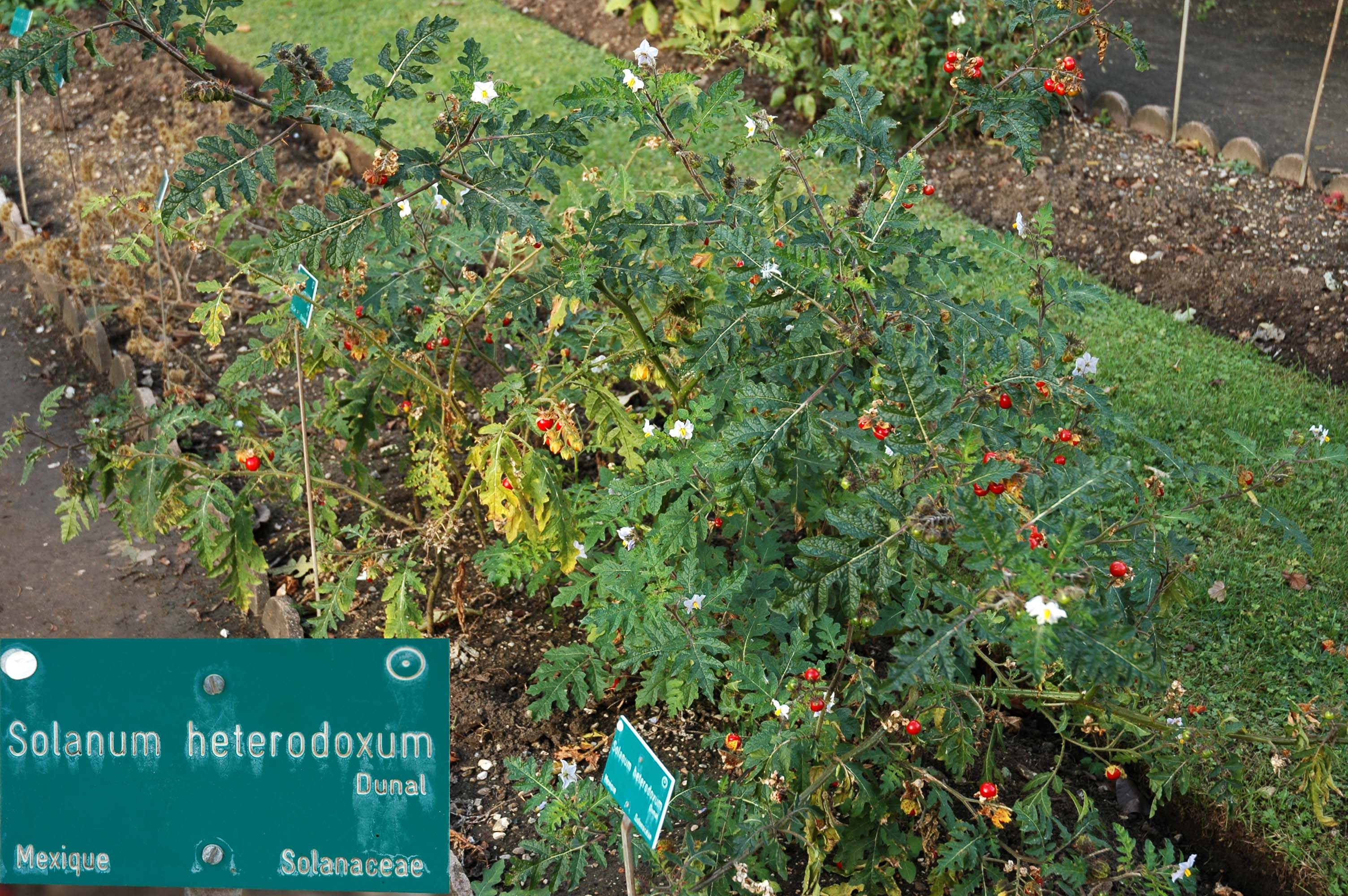
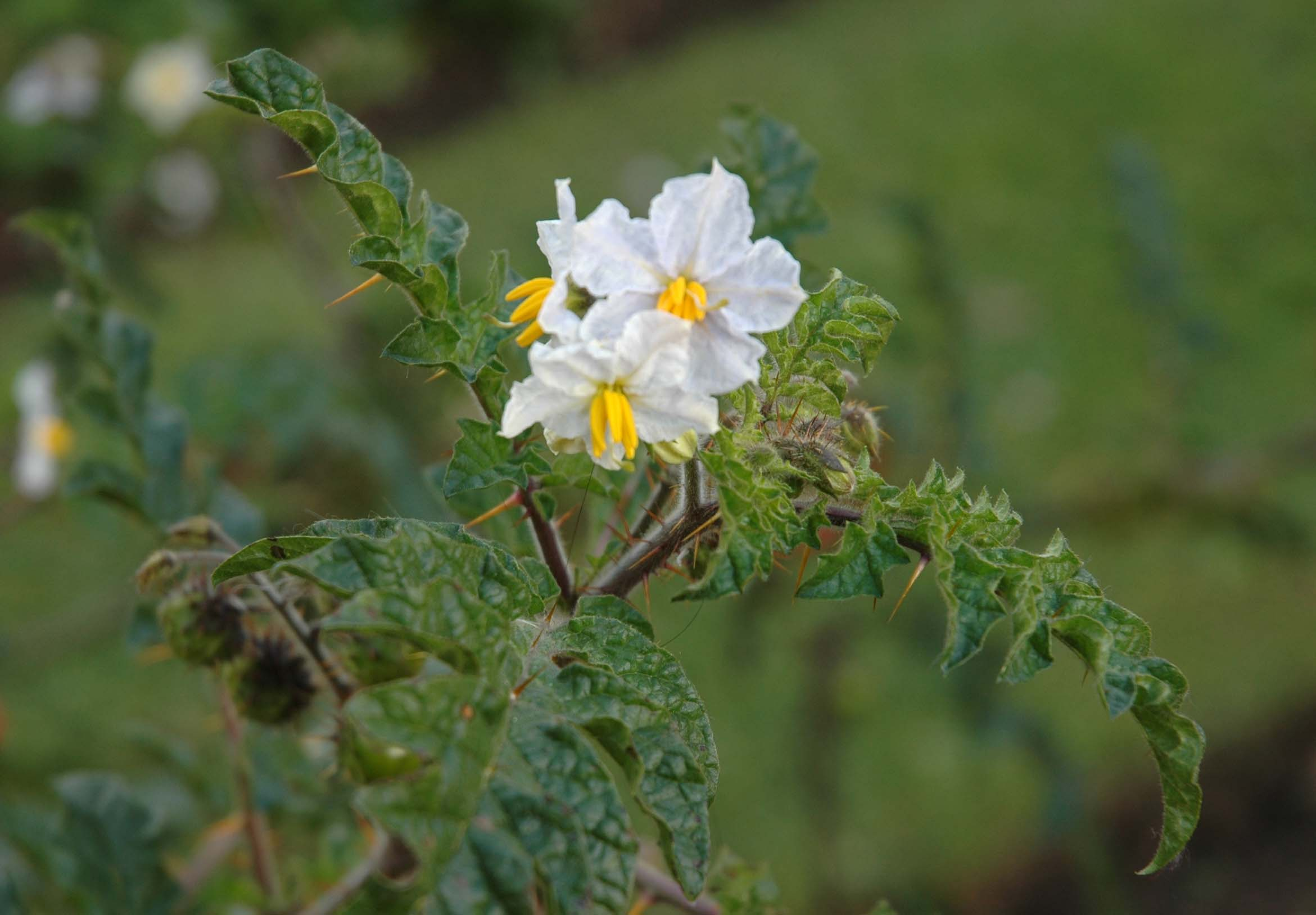
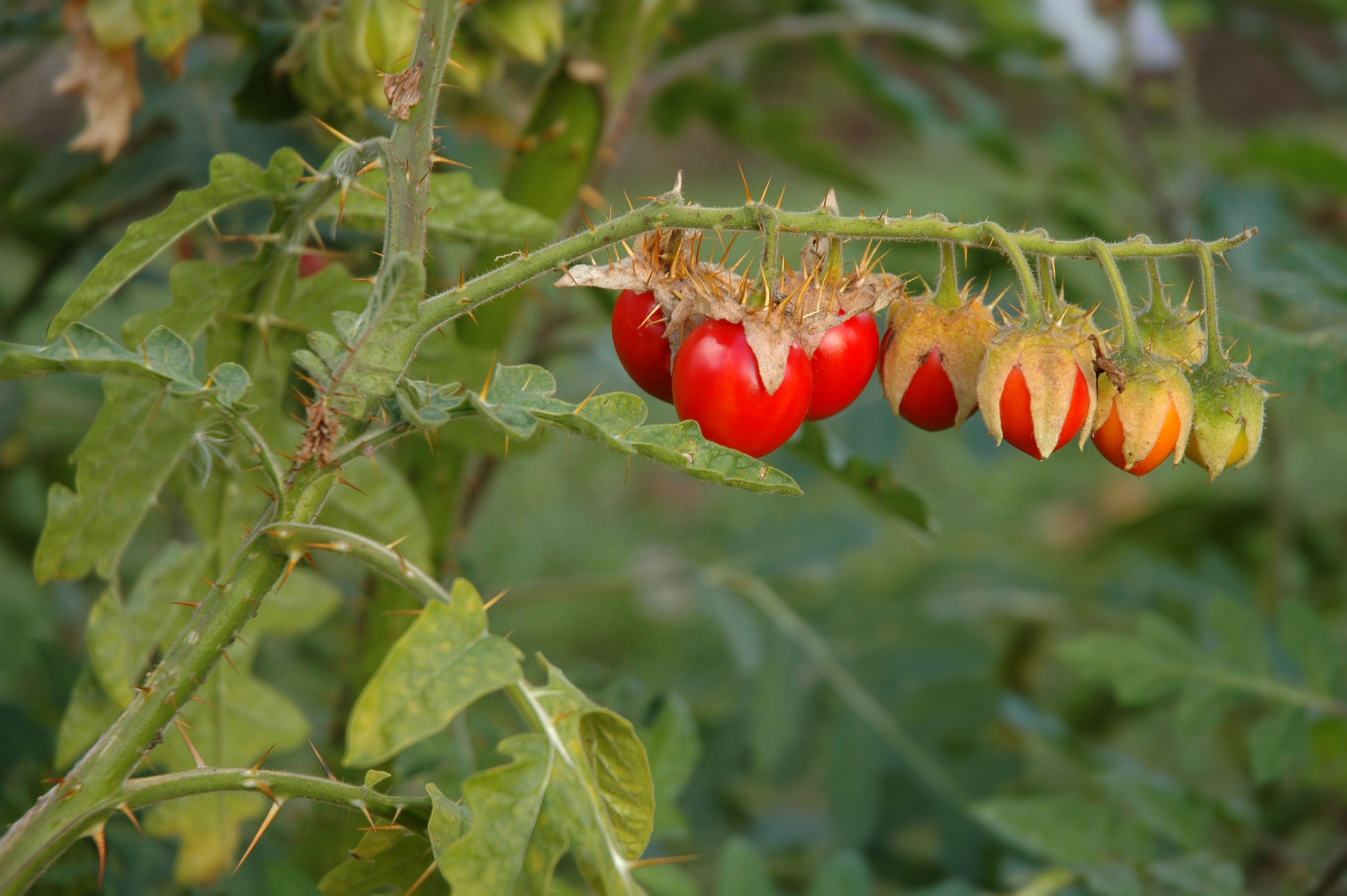